# Пан Афрікан
Спортивний футбольний клуб «Пан Афрікан» або просто «Пан Афрікан» (англ. Pan African Football Sport Club) — професіональний танзанійський футбольний клуб з міста Дар-ес-Салам.

## Коротка історія
Заснований у місті Дар-ес-Салам. Найуспішнішими в історії клубу були 70-ті та 80-ті роки XX століття, коли «Пан Афрікан» двічі виграв чемпіонат та тричі кубок Танзанії, а також 4 рази виступав у міжнародних турнірах. Але потім команда вилетіла до Другого дивізіону танзанійського чемпіонату. Повернулася до Прем'єр-ліги 2007 року. Проте в сезоні 2007/08 років клуб посів останнє місце в чемпіонаті та повернувся до Другого дивізіону.
Леодегар Тенга, президент Футбольної асоціації Танзанії, з 1981 року виступав у складі «Пан Афрікан», був також головним тренером команди.

## Досягнення
- Прем'єр-ліга Танзанії
  -  Чемпіон (2): 1982, 1988

- Кубок Танзанії
  -  Володар (3): 1978, 1979, 1981

## Статистика виступів
| Сезон | Турнір                     | Раунд      | Клуб                   | Вдома | На виїзді | Загалом        |
| ----- | -------------------------- | ---------- | ---------------------- | ----- | --------- | -------------- |
| 1979  | Кубок володарів кубків КАФ | 1          | Омедла                 | 1-0   | 0-1       | 1-1 (5-4 пен.) |
| 1979  | Кубок володарів кубків КАФ | 2          | АС Віта Клуб           | 2-1   | 0-1       | 2-2 (в)        |
| 1980  | Кубок володарів кубків КАФ | 1          | АС Сотема              | 4-3   | 1-1       | 5-4            |
| 1980  | Кубок володарів кубків КАФ | 2          | Шутінг Старз           | 0-1   | 1-2       | 1-3            |
| 1982  | Кубок володарів кубків КАФ | 1          | Мукура Вікторі Спортс  | 4-0   | 4-0       | 8-0            |
| 1982  | Кубок володарів кубків КАФ | 2          | Пауер Дайнамос (Кітве) | 1-0   | 0-1       | 1-1 (3-5 пен.) |
| 1983  | Кубок володарів кубків КАФ | 1          | Вадаг                  | 0-0   | 2-1       | 2-1            |
| 1983  | Кубок володарів кубків КАФ | 2          | Нкана                  | 0-0   | 0-0       | 0-0 (2-4 пен.) |
| 1989  | Кубок володарів кубків КАФ | Попередній | Мбабане Гайлендерс     | т.п.1 | 0-2       | 0-2            |

1- «Пан Афрікан» покинув турнір напередодні матчу-відповіді.